# Academia Internacional de Cinema

A Academia Internacional de Cinema (AIC) é uma das escolas de audiovisual pioneiras e mais prestigiadas do Brasil — com sede em São Paulo, a escola oferece uma intensa programação de cursos e eventos durante todo o ano.
Ao longo de seus 18 anos de história, a AIC formou mais 27 mil profissionais — que hoje atuam nas mais diversas áreas do setor. Mais de 3500 filmes foram produzidos por seus alunos, muitos dos quais encontraram reconhecimento em festivais nacionais e internacionais.
A escola oferece em sua sede dois cursos técnicos: o (Filmworks) - Direção Cinematográfica e o  o Curso de Atuação para Cinema e TV, credenciados e reconhecidos pela Secretaria de Educação do Estado de São Paulo, bem como um extenso catálogo com mais de 40 cursos livres voltados para a formação profissional, cobrindo toda a cadeia de produção audiovisual: do roteiro à distribuição. 
A escola também apresenta um extenso catálogo de cursos online, tanto com aulas ao vivo, acompanhadas de perto pelo professor, como aulas gravadas. Além disso, desenvolve cursos e treinamentos em outros espaços (in-company), na forma de parcerias.  

## Histórico

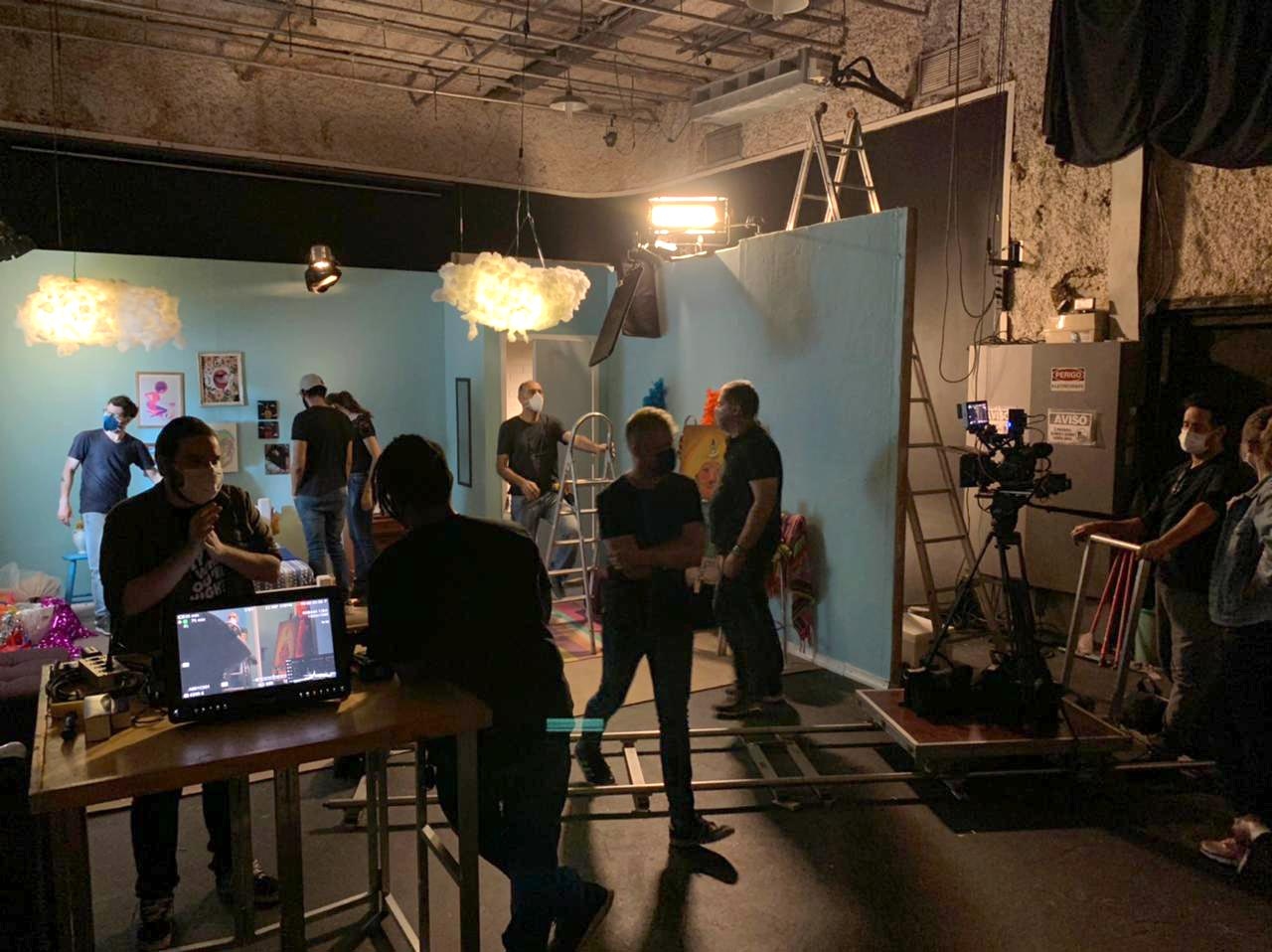
Português: Alunos da Academia Internacional de Cinema em um set do Curso de Direção de Fotografia em São Paulo.

Fundada no dia 5 de agosto de 2004, inicialmente em Curitiba, PR, em janeiro de 2006 a AIC transferiu sua sede para São Paulo, em um casarão da década de 1920, no bairro de Higienópolis.  A opção pela mudança de estado se deu em função de que a maioria dos alunos e professores vinham de outros estados, principalmente de São Paulo, onde não havia escolas voltadas para a formação prática, com o perfil da AIC. A instituição viu em São Paulo seu espaço natural. Em pouco tempo, formou uma comunidade vibrante de professores, alunos e colaboradores. 
Mais de 3200 filmes já foram produzidos por seus alunos em seus cursos, muitos deles selecionados e premiados em mostras e festivais nacionais e internacionais, fortalecendo a tradição artística e cultural da escola.    
Retrospectiva de 2004 a 2021
Em 2004 a Academia Internacional de Cinema abre suas portas em Curitiba, PR, (sob o nome Academia Internacional de Cinema de Curitiba), no dia 5 de agosto de 2004, com uma aula inaugural do diretor e fotógrafo Carlos Ebert, e o fotógrafo polonês Grzegorz Kedzierski, professor da renomada escola de cinema de Lódz, integra o corpo docente. 65 alunos ávidos por aprender cinema na prática vêm de diversas partes do país para formar as primeiras turmas do curso Filmworks, curso com com duração de 2 anos. Em sua primeira leva de filmes, os alunos produzem autorretratos e curtas-metragens que até hoje habitam a memória coletiva de todos que viveram aquele momento pioneiro da AIC. 
Em 2005 mais filmes – em diversos gêneros – são realizados ao longo do ano; a AIC realiza uma mostra competitiva na Cinemateca de Curitiba que dará origem futuramente ao festival que hoje é conhecido como Filmworks Film Festival, premiando os melhores trabalhos produzidos pelos alunos. Entre os palestrantes estão o documentarista americano Henry Breitose, o diretor sueco Mikael Wistrom e o diretor e editor brasileiro Felipe Lacerda. Alunos visitam o Festival de Gramado, onde realizam, com o videomaker alemão Tobias Kohl, uma intervenção visual usando adesivos e gravando a experiência. Outros cursos são inaugurados, como o Intensivo de Férias (o atual Cinema Férias) que hoje continua a atrair alunos de vários estados do país nas férias de verão e de inverno.
Em 2006 a AIC desembarca em São Paulo e transfere sua sede para o atual casarão histórico em que hoje se localiza em São Paulo, que conta também com um estúdio. Passa a ser denominada Academia Internacional de Cinema e realiza uma Open House que abre o ano letivo com palestras abertas ao público, que dará origem à Semana de Orientação. Abre-se também a primeira turma do curso de Documentário. Com a formatura da primeira turma do Filmworks em Curitiba, encerra-se o ciclo na cidade, e os profissionais formados pelo curso começam a movimentar produções locais e em seus estados de origem.
O ano de 2007 começa com uma Semana de Orientação histórica, que reuniu alguns dos melhores diretores e profissionais de cinema da America Latina, com filas de dar volta na quadra para a palestra a diretora argentina Lucrecia Martel, que acabou dando uma palestra extra no mesmo dia, e com palestras de grandes cineastas brasileiros: Philippe Barcinski, Karim Aïnouz, Lili Caffe, Paulo Morelli, Jefferson D, Lina Chamie, Rogério Guidette, Felipe Lacerda, Katia Coelho, Andrea Tonacci, Jorge Bodanzky; a AIC passa cada vez mais a fazer parte da comunidade de cinema nacional, através de seus professores – profissionais atuantes no mercado—, e de seus alunos, que começam a integrar esse mercado e a ver seus filmes selecionados em festivais.
Em 2008 o Filmworks torna-se curso técnico e é o primeiro curso nesses moldes no Brasil. Em 2010 acontece a primeira edição do Filmworks Film Festival, festival de cinema exclusivo para alunos da AIC. Em 2011 o videomaker francês Vincent Moon ministra na AIC o workshop que resulta no vídeo “Temporary São Paulo”. 
Em 2012 acontece a primeira Semana de Cinema e Mercado, uma série de palestras dedicadas ao business do cinema: produção, distribuição, festivais e tecnologia. A edição conta com palestras de Mini Kerti, André Sturm, Lucio Kodato, Daniela Pfeiffer e Laura Fazolli. Entre os sucessos de alunos, “Inspiração”, curta-metragem produzido pela Locomotiva Filmes, produtora criada por ex-alunos da AIC, vence o Make it Short, concurso lançado pelo ator Antonio Banderas no México. “Irene”, curta de graduação de alunos da AIC, ganha mais de 10 prêmios nacionais e internacionais, incluindo Melhor Filme no Barcelona G&L Film Festival e Melhor Diretor Estreante no Entretodos – Festival de Curtas de Direitos Humanos. 
Em 2013 cursos de formação profissional com duração de um ano são criados e filmes de alunos seguem circulando em festivais nacionais e internacionais, e conquistando prêmios importantes, como o prêmio de melhor ficção para “Antes de Palavras” no Festival Internacional de Cinema da Bienal de Curitiba. Por “Arthur e o Infinito”, exibido em mais de 27 cidades pelo país, a diretora – aluna da AIC – recebe a Medalha de Mérito Autista, concedida pela Fundação Mundo Azul. 

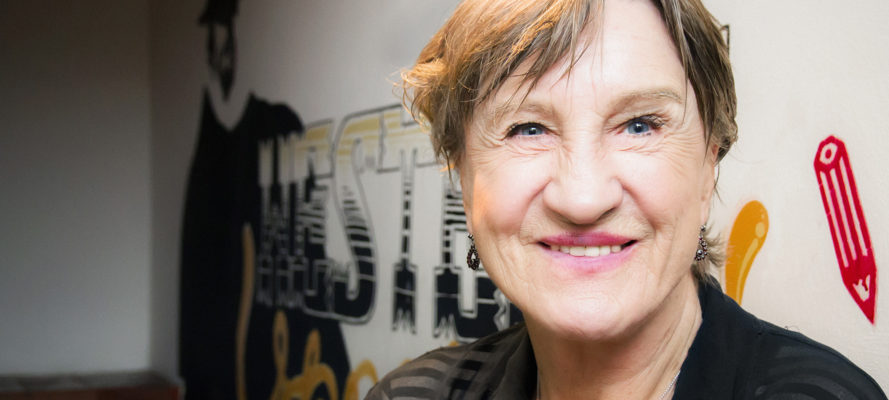
Brigitte Broch, diretora de arte de “Moulin Rouge”, “Amores Perros” e “Babel” em palestra na AIC em 2015. Crédito Yuri Pinheiro

Em 2014 a AIC comemora 10 ANOS com mais de 2000 curtas 2000 produzidos por seus alunos e em 2015 inaugura sua unidade no Rio de Janeiro, num casarão histórico em Botafogo restaurado para abrigar a escola; a AIC São Paulo é convidada por Giorgio Armani e pela televisão italiana RAI para a segunda edição do projeto Films of City Frames, ao lado de outras três escolas internacionais (de Turim, Sidney e Seul) – o aluno vencedor de cada escola teve seu roteiro produzido e levou pessoalmente seu filme ao BFI London Film Festival, numa exibição apresentada por Helen Mirren. 
Em 2015 A AIC inaugura sua unidade do Rio de Janeiro, num casarão histórico em Botafogo restaurado para abrigar a escola. A Semana de Orientação realiza-se no Rio e em São Paulo, com a diretora de arte alemã Brigitte Broch, a atriz argentina Inês Efron, a diretora Lucia Murat, o crítico André Miranda e a criadora de animação Rosana Urbes. Na Semana de Cinema Mercado, Renata Almeida, Marco Aurélio Marcondes, Rodrigo Maia, Zico Góes (SP)- Carla Domingues (RJ) abordam temas como festivais, distribuição, crowdfunding e mercado de TV. O fotógrafo Lula Carvalho também conversa com alunos sobre seu trabalho. A AIC São Paulo é convidada por Giorgio Armani e pela televisão italiana RAI para a segunda edição do projeto Films of City Frames, ao lado de outras três escolas internacionais (de Turim, Sidney e Seul) – o aluno vencedor de cada escola teve seu roteiro produzido e levou pessoalmente seu filme ao BFI London Film Festival, numa exibição apresentada por Helen Mirren. 
Em 2016 a Semana de Orientação traz os diretores Fernando Coimbra, Gabriel Mascaro, Evaldo Mocarzel (SP), Anita Rocha da Silveira, José Henrique Fonseca e o roteirista George Moura (RJ); a AIC-RJ inaugura o curso de Roteiro de Humor, com aula aberta via Facebook Live com os roteiristas do Casseta e Planeta (Helio de La Peña) e do Zorra (Gabriela Amaral, Haroldo Mourão e Ricardo Sarkis Alves). Lauro Escorel vem ao curso de Direção de Fotografia (SP). O produtor Rodrigo Teixeira conversa com alunos nas duas unidades – acompanhado no Rio pelo roteirista e produtor americano James Schamus. O animador brasileiro de Tim Burton, Matias Liebrecht, dá um workshop (SP e RJ). Maria Bopp, ex-aluna do curso de Interpretação para Cinema, tornou-se conhecida mundialmente porque, de 2016 a 2020 em quatro temporadas, estrelou como protagonista da série de televisão Call me Bruna dedicada a Bruna Surfistinha. São muitos e muitos os festivais com presença de alunos da AIC. 
Em 2017 a Semana de Orientação traz Marina Person, Beto Brant, Marçal Aquino, José Luiz Villamarim, Emília da Silveira e Wagner Moura. O diretor escocês Kevin Macdonald ministra aula aberta e gratuita e em junho a Semana de Cinema e Mercado traz Laís Bodanzky, Caio Gullane, Ilda Santiago, Fellipe Barbosa e Clara Linhart, além de um Painel de Mulheres cineastas discutindo a presença feminina no Cinema Brasileiro. A parceria entre AIC e a Escola de Artes da Universidade de Columbia traz para o Brasil o ex-diretor de programação da Film Society do Lincoln Center e do Festival de Cinema de Nova York, Richard Peña. “City of The Sun”, editado pelo ex-aluno Ramiro Suárez é selecionado para o 67º Festival Internacional de Cinema de Berlim e a ex-aluna Jéssica Queiroz recebe dois prêmios no Festival de Brasília com “Peripatético”. Acontece o primeiro workshop “Como Ser um Youtuber” em parceira com o canal Pipocando e alguns novos cursos são lançados como o Formação livre em edição, Técnico em Atuação para Cinema e TV e o Curso de Roteiro Online, que inaugura a Escola de Cinema Online, com cursos ao vivo.
Em 2018 acontece a expansão da AIC online: a escola fecha o ano com nove cursos online - com aulas em vídeo ao vivo e gravadas. Na Semana de Orientação, direção, séries de TV, atuação e mulheres no cinema são discutidos num programa que inclui Tata Amaral e Vanessa Pietro e Mini Kerti, Isadora Ferrite e Pedro Freire, e Daniel Rezende. Com o tema “TV e Canais On Demand: criação e produção de séries e filmes”, a Semana de Cinema e Mercado traz em São Paulo: Carolina Alckmin e Erez Milgrom (O2), Tiago Mello e Eduardo Piagge (Netflix) e Krishna Mahon (Imprensa Mahon); no Rio: Sergio Goldenberg (Globo), Breno Silveira (Conspiração) e João Daniel Tikhomiroff (Mixer). A AIC intensifica a criação de conteúdo em seu site e redes sociais, com mais reportagens e vídeos sobre arte, cultura e cinema. Em parceria com a Associação dos Profissionais do Audiovisual Negro – APAN em São Paulo e o Educafro no Rio de Janeiro, lança uma convocatória para selecionar alunas negras para o Curso Livre de Formação em Roteiro da escola, além de apoiar o Instituto Criar, a Associação Vida.Com e o Educafro, entre outros. Cria-se também um elo entre os alunos dos cursos técnicos de direção e de atuação, que passam a trabalhar juntos em laboratórios dedicados à prática de exercícios de cena. Estreita-se a ponte entre escola e mercado, com a semana “E Agora José”, em que formandos recebem orientação profissional. A esta altura, a AIC já produziu com seus alunos, mais de 2900 filmes.  
2019 foi um ano marcado por parcerias com grandes festivais e instituições. A AIC esteve presente no Rio2C, maior evento de audiovisual da América Latina e na Mostra de Cinema de Tiradentes, entre tantos outros festivais. Redesenhou sua logo e identidade visual,  atualizando e modernizando a marca. A escola recebeu Camila Mardila, Sara Silveira, Carolina Jabor, Karine Teles etc. 
2020  Em meio a pandemia do novo coronavírus e tantas perdas para a humanidade, a Academia Internacional de Cinema, assim como tantas outras escolas, precisaram se readaptar e buscar novas formas de ensinar e assim ampliou o catálogo de CURSOS ONLINE. Em março eram 8 cursos. Em dezembro 45. Também teve a Série Encontros, que trouxe workshops com grandes realizadores, entre eles Kleber Mendonça Filho, Juliano Dornelles, Lucrecia Martel e Marco Dutra. O projeto Cinema 360, ou AIC Online – Formação Audiovisual para todo o Brasil foi lançado e mais de 360 bolsas distribuídas em 7 cursos online, para residentes de 24 estados Brasileiros, mais Distrito Federal.
2021 O filme “Cantareira”, realizado por alunos da AIC, é premiado na última edição de Cannes e também vence o grande prêmio da Competição Nacional do Festival Curta Cinema 2021.

## Eventos
Todos os anos, a Academia Internacional de Cinema realiza diversas exibições e palestras abertas ao público, bem como aulas especiais com reconhecidos cineastas nacionais e internacionais, dando continuidade a uma série de discussões sobre o cinema contemporâneo, sobre o fazer cinema .
- Semana de Orientação: uma semana inteira de exibições de filmes e palestras com cineastas convidados, brasileiros e internacionais, que inaugura o ano letivo.
- Semana Cinema e Mercado: uma semana de palestras e mesas redondas com profissionais que movimentam o mercado audiovisual: produtores executivos, distribuidores, representantes de empresas de equipamentos e tecnologia. Abre o segundo semestre do Filmworks – o Curso Técnico de Direção Cinematográfica.
- Filmworks Film Festival: cerca de 20 filmes concorrem anualmente em diversas categorias técnicas e criativas, incluindo Melhor Filme. Os filmes são avaliados por um júri composto por diretores, produtores e jornalistas convidados, e os vencedores recebem prêmios.
- Palestras e aulas especiais: uma programação contínua ao longo do ano, com cineastas nacionais e internacionais convidados, produtores, técnicos, distribuidores, e diversas empresas e profissionais de cinema.
- Mostra Documentário: realizada duas vezes por ano, exibição dos documentários produzidos por alunos ao longo do curso de Documentário. Os filmes são exibidos em sala especializada de cinema.

## Cursos

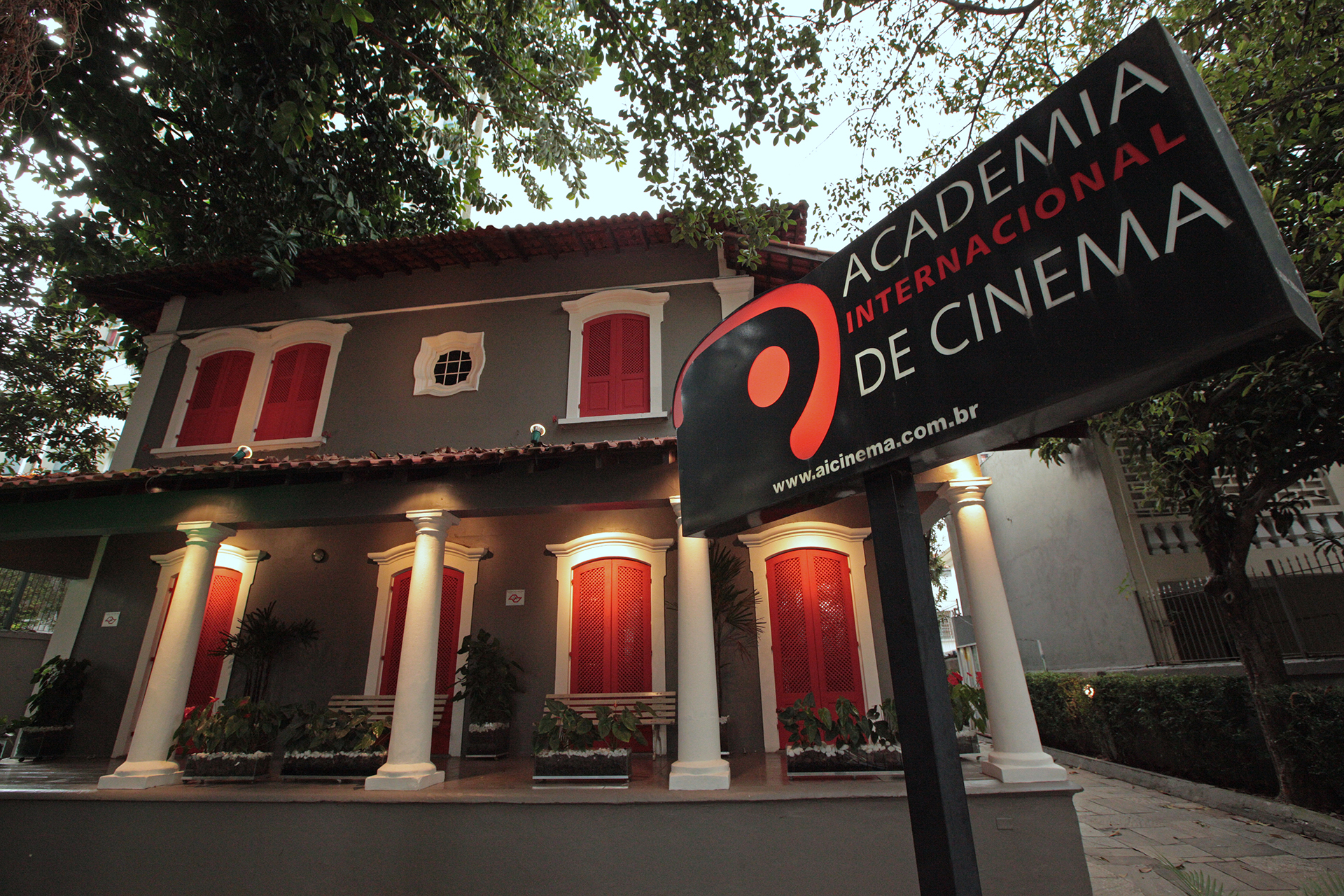
Sede da Academia Internacional de Cinema (AIC) - São Paulo SP

Sobre os cursos deve-se notar que a AIC possui uma grade composta por diversos cursos que cobrem todo o processo de produção audiovisual, da concepção à distribuição de filmes, nas áreas de direção, produção, roteiro, edição, atuação, fotografia, arte, som documentário e teoria do cinema.
Com diferentes durações e tipos de certificação a escola possui cursos de:
- Formação Profissional: cursos técnicos com formação profissional, dois anos de duração e maior aprofundamento artístico e técnico;
- Formação Livre: com duração aproximada de 8 meses, aprofundam os conteúdos teóricos e práticos em áreas específicas do cinema;
- Cursos Semestrais, com diferentes formatos e duração, com turmas novas a cada semestre;
- Cursos de Férias, com durabilidade que vão de uma semana a um mês, com aulas intensivas durante os meses de férias (janeiro e julho);
- Workshops com profissionais reconhecidos do audiovisual, duração entre 1 a 3 dias;
- Cursos de Cinema Online para quem não está nos grandes centros e quer estudar a distância e; Cursos InCompany: montados para atender necessidades específicas de cada empresa, já fez treinamentos em algumas das maiores produtoras e emissoras do país. Referências

1. ↑  http://aicinema.com.br/curso/filmworks/
2. ↑  «Técnico em Atuação para Cinema e TV – Academia Internacional de Cinema (AIC)». Consultado em 28 de julho de 2020
3. ↑  Diário Oficial - DOE de 24 de junho de 2008 nº115 – seção I – pág. 48 - DOE de 8 de julho de 2008 – página 24 - http://www.educacao.sp.gov.br/
4. ↑  http://aicinema.com.br/aic/
5. ↑  http://www1.folha.uol.com.br/ilustrada/2013/04/1264955-fui-tragado-pela-violencia-diz-cineasta-vencedor-do-e-tudo-verdade.shtml
6. ↑  http://aicinema.com.br/category/news/alunos-no-mercado/
7. ↑  http://www.aterrodoc.com/chi-7%C2%B0-cine-otro/
8. ↑  http://www.locomotivafilmes.com/?portfolio=gui-ashcar-2
9. ↑  «Cópia arquivada». Consultado em 25 de abril de 2013. Arquivado do original em 8 de janeiro de 2015
10. ↑  http://36.mostra.org/filme/373975/antes-do-fim-mundo
11. ↑  «Retrospectiva 2012 | Academia Internacional de Cinema (AIC)  -  Escola de Cinema - RJ - SP». Academia Internacional de Cinema (AIC). 21 de dezembro de 2012
12. ↑  «ALUNOS NOS FESTIVAIS: FOI ASSIM COM "IRENE" | Academia Internacional de Cinema (AIC)  -  Escola de Cinema - RJ - SP». Academia Internacional de Cinema (AIC). 3 de junho de 2013
13. ↑  «2013 - Um Ano de Muito Sucesso | Academia Internacional de Cinema (AIC)  -  Escola de Cinema - RJ - SP». Academia Internacional de Cinema (AIC). 17 de dezembro de 2013
14. ↑  «Arthur e o Infinito é exibido em diversas cidades e ganha medalha de mérito no Rio de Janeiro | Academia Internacional de Cinema (AIC)  -  Escola de Cinema - RJ - SP». Academia Internacional de Cinema (AIC). 21 de novembro de 2013
15. ↑  «Retrospectiva 2014 | Academia Internacional de Cinema (AIC)  -  Escola de Cinema - RJ - SP». Academia Internacional de Cinema (AIC). 23 de dezembro de 2014
16. ↑  «Retrospectiva 2015 - Academia Internacional de Cinema  | Academia Internacional de Cinema (AIC)  -  Escola de Cinema - RJ - SP». Academia Internacional de Cinema (AIC). 12 de dezembro de 2015
17. ↑  «Aluna dirige curta para o projeto Films Of City Frames, de Giorgio Armani | Academia Internacional de Cinema (AIC)  -  Escola de Cinema - RJ - SP». Academia Internacional de Cinema (AIC). 15 de julho de 2015
18. ↑  «Legado estreia no BFI London Film Festival | Academia Internacional de Cinema (AIC)  -  Escola de Cinema - RJ - SP». Academia Internacional de Cinema (AIC). 22 de outubro de 2015
19. ↑  woj, monica (12 de dezembro de 2015). «Retrospectiva 2015». Consultado em 4 de maio de 2022
20. ↑  «RETROSPECTIVA 2016 | Academia Internacional de Cinema (AIC)  -  Escola de Cinema - RJ - SP». Academia Internacional de Cinema (AIC). 10 de dezembro de 2016
21. 1 2 3 4  «Cópia arquivada». Consultado em 9 de dezembro de 2019. Cópia arquivada em 9 de dezembro de 2019
22. ↑  «Retrospectiva 2017 - Academia Internacional de Cinema (AIC) | Academia Internacional de Cinema (AIC)». Academia Internacional de Cinema (AIC) RJ - SP - Online. 4 de dezembro de 2017. Consultado em 28 de julho de 2020
23. ↑  «Wagner Moura conta sobre sua estreia como diretor em filme sobre Marighella | Academia Internacional de Cinema (AIC)». Academia Internacional de Cinema (AIC) RJ - SP - Online. 21 de fevereiro de 2017. Consultado em 28 de julho de 2020
24. ↑  «Semana de Cinema e Mercado 2017 | Academia Internacional de Cinema (AIC)». Academia Internacional de Cinema (AIC) RJ - SP - Online. 26 de julho de 2017. Consultado em 28 de julho de 2020
25. ↑  «City Of The Sun no Festival de Berlim 2017 | Academia Internacional de Cinema (AIC)». Academia Internacional de Cinema (AIC) RJ - SP - Online. 7 de fevereiro de 2017. Consultado em 28 de julho de 2020
26. ↑  «Retrospectiva 2018 | Academia Internacional de Cinema (AIC)». Academia Internacional de Cinema (AIC) RJ - SP - Online. 5 de dezembro de 2018. Consultado em 28 de julho de 2020
27. ↑  Woj, Monica (16 de dezembro de 2019). «Retrospectiva 2019 AIC». Consultado em 4 de maio de 2022
28. ↑  Woj, Monica (7 de dezembro de 2020). «Retrospectiva 2020». Aicinema. Consultado em 4 de maio de 2022
29. ↑  Woj, Monica (22 de julho de 2020). «Encontros». Consultado em 4 de maio de 2022
30. ↑  Woj, Monica (12 de julho de 2021). «Projeto Cinema 360». Consultado em 4 de maio de 2022
31. ↑  Woj, Monica (9 de dezembro de 2021). «Retrospectiva 2021». Consultado em 4 de maio de 2022
32. ↑  http://guia.folha.uol.com.br/cinema/ult10044u867354.shtml
33. ↑  http://www.papodecinema.com.br/noticias/academia-internacional-de-cinema-recebe-importantes-profissionais-do-mercado
34. ↑  «Cópia arquivada». Consultado em 25 de abril de 2013. Arquivado do original em 9 de dezembro de 2014